# لويد هارتمان إليوت
لويد هارتمان إليوت (بالإنجليزية: Lloyd Hartman Elliott) هو مربي أمريكي، ولد في 21 مايو 1918 في مقاطعة كلاي في الولايات المتحدة، وتوفي في 2013.